# Mecalac
Die Groupe Mecalac S.A.S. ist ein Baumaschinenhersteller mit Sitz im französischen Annecy. Zum Unternehmen gehört seit 2002 die deutsche Ahlmann Baumaschinen GmbH aus Büdelsdorf, deren Name 2012 in Mecalac Baumaschinen GmbH geändert wurde. Weltweit arbeiten rund 1.200 Menschen für das Unternehmen und erwirtschaften einen Umsatz in Höhe von etwa 350 Mio. Euro. Der Hersteller, der seit Juni 2025 zur Fayat-Gruppe gehört, produziert in erster Linie kompakte Baumaschinen, darunter Bagger, Radlader und Muldenkipper, die sich besonders für den Einsatz auf kleineren und beengten Baustellen eignen.

## Geschichte

### Aufstieg und Niedergang von Ahlmann

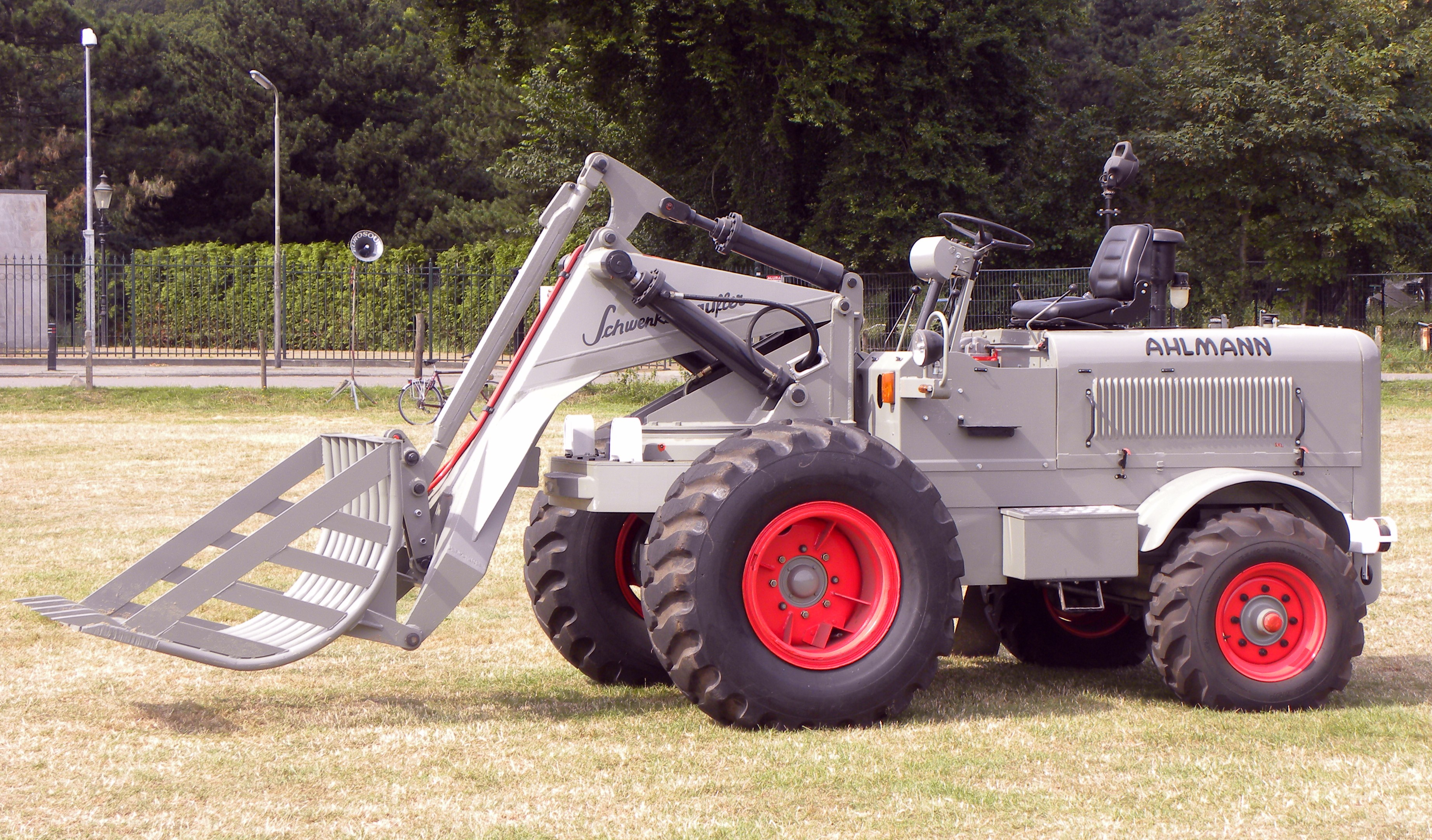
Der Schwenkschaufellader Allround wurde 1952 von Ahlmann vorgestellt.

1952 stellte die Ahlmann-Carlshütte KG aus Büdelsdorf unter der Leitung von Josef-Severin Ahlmann den ersten hydraulischen Schwenkschauflellader in Deutschland vor. In den folgenden Jahren erweiterte das Unternehmen seine Produktpalette und führte in den 1960er Jahren als erster Hersteller Radlader mit leistungsgeregeltem, hydrostatischem Fahrantrieb ein. Eine weitere Besonderheit war die Einführung eines Raupenschwenkladers zu Beginn der 1970er Jahre.
1972 wurde die Baumaschinenproduktion als Ahlmann-Maschinenbau GmbH ausgegliedert und ab 1974 übernahm der Hamburger Kaufmann Ulrich Harms die Geschäftsführung. Mitte der 1970er Jahre lieferte Ahlmann auch spezielle Schwenklader an die Bundeswehr, die sich durch ein Fahrerhaus für zwei Personen und höhere Geschwindigkeiten für den Straßenverkehr auszeichneten.
1994 ging die gesamte Ahlmann-Unternehmensgruppe und damit auch die Baumaschinensparte in ein Konkursverfahren. Der französische Baumaschinenhersteller Manitou übernahm daraufhin die Baumaschinensparte und führte diese unter Beibehaltung des alten Markennamens weiter. Die Umsätze in den Folgejahren blieben allerdings hinter den Erwartungen zurück und brachte Manitou überwiegend Verluste ein. Gründe für den anhaltenden Umsatzrückgang waren die allgemein schwierige Lage im Baugewerbe gegen Ende der 1990er Jahre und der gleichzeitig herrschende Konkurrenzdruck durch andere Hersteller.

### Entwicklung der Mecalac-Mehrzweckbagger

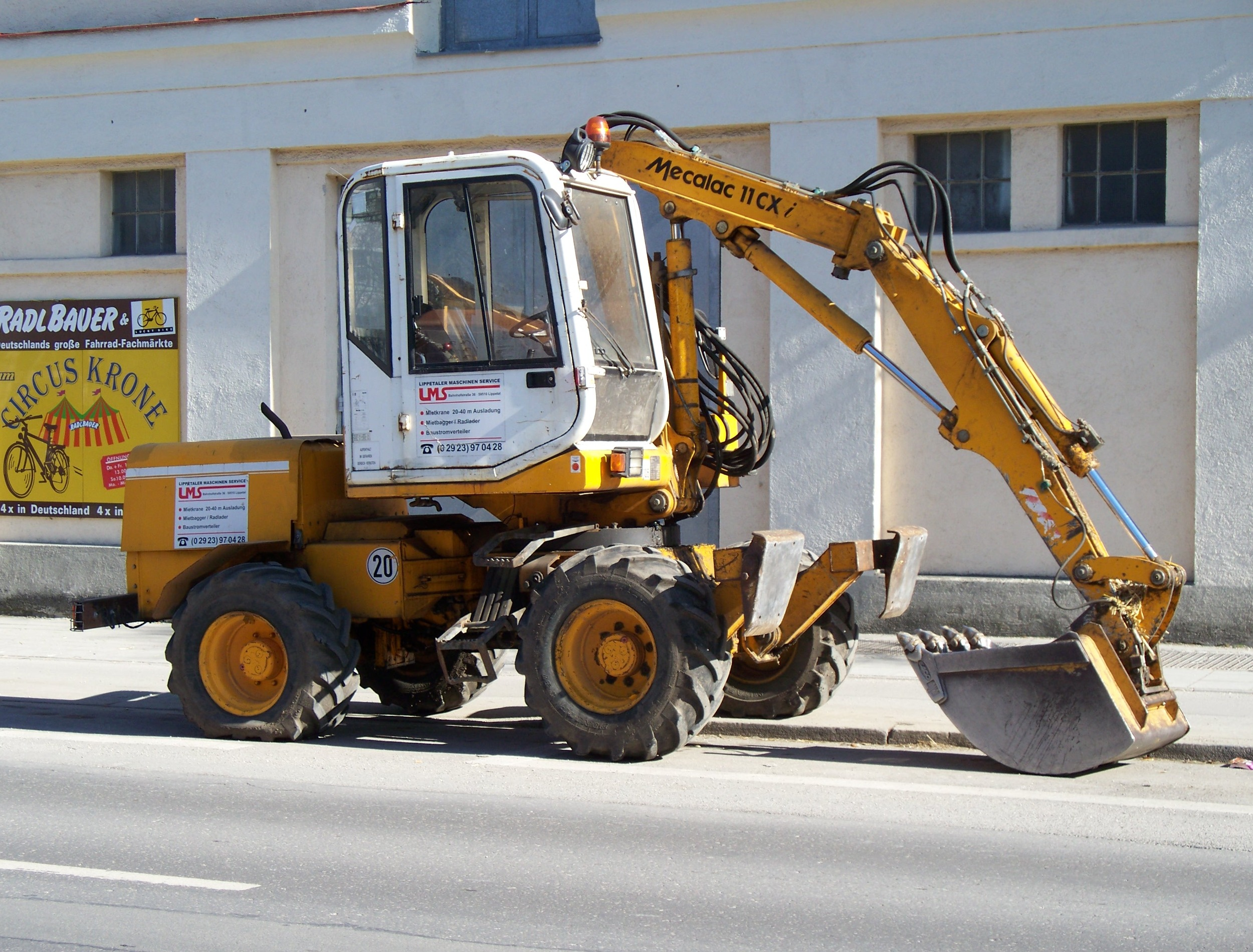
Ab 1984 baute Mecalac den Mehrzweckbagger 11 CX

Mecalac (Kurzform von Mécanique du Lac, deutsch etwa „Maschinenbau am See“) wurde 1974 von dem versierten Konstrukteur Pierre de Pingon gegründet. Er machte sich bis zu seinem Tod im Jahre 1988 zusammen mit seinem Konstruktionsteam daran, multifunktionale Bagger zu entwickeln und herzustellen. 1988 kam Mecalac zum französischen Minibaggerhersteller Pel-Job und Henri Marchetta wurde zum Vorstand der neu gebildeten Pel-Job-Groupe.  Zwei Jahre später kaufte er die Unternehmensgruppe vom bisherigen Eigentümer Jean-Marie Obry und setzte die Produktion der Mehrzweckbagger fort.
1995 übernahm Volvo CE die Pel-Job-Groupe und damit auch die Mehrzweckbagger von Mecalac. Henri Marchetta kaufte 1999 die Marke Mecalac und das Werk in Annecy von Volvo zurück und begann mit dem Ausbau des Unternehmens.

### Zusammenschluss von Mecalac und Ahlmann

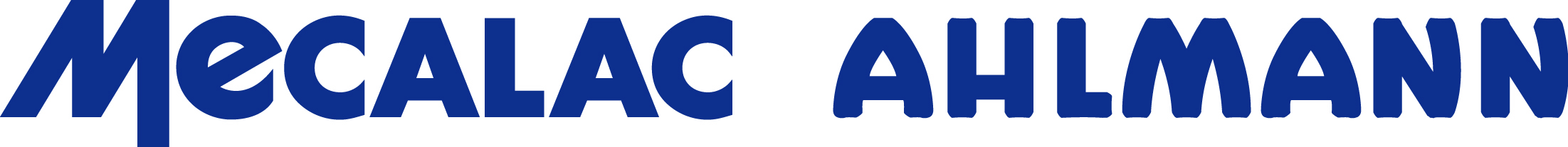
2002 kam Ahlmann zu Mecalac

2002 übernahm Mecalac den angeschlagenen Baumaschinenhersteller Ahlmann von Manitou und führte eine Sanierung durch. Im Jahr 2012 wurde die Mecalac Groupe gebildet und als deren Bestandteil die Ahlmann Baumaschinen GmbH in Mecalac Baumaschinen GmbH umfirmiert. 2016 erwarb Mecalac die britische Tochtergesellschaft von Terex (vormals die Marken Fermec und Benford) und erweiterte damit seine Produktpalette um Baggerlader, Dumper und Virbationswalzen. Zwei Jahre später wurde die Hoflader-Produktion des französischen Landmaschinenherstellers Pichon übernommen.

### Übernahme durch die Fayat-Gruppe
Die Fayat-Gruppe unterzeichnete im März 2025 eine Vereinbarung zur Übernahme der Mecalac-Gruppe. Nach Zustimmung der Wettbewerbsbehörden wurde die Transaktion im Juni 2025 abgeschlossen und Mecalac ist seither Bestandteil der Fayat-Gruppe.

## Produkte
Mecalac produziert kompakte und multifunktionale Maschinen, die besonders für den Einsatz auf beengten Baustellen, etwa im innerstädtischen Bereich, geeignet sind. Neben dem Einsatz in der Bauindustrie kommen die Maschinen auch in der Landwirtschaft und der Abfallwirtschaft zur Anwendung. Und darüber hinaus bietet Mecalac speziell ausgerüstete Maschinen für den militärischen Bereich an.
Die Produktpalette umfasst Radlader, darunter Schwenklader mit einem 180° schwenkbaren Hubgerüst, konventionelle Frontlader und Teleskoplader. Zudem bietet Mecalac verschiedene Baggermodelle an, wie Mobilbagger, Raupenbagger, Baggerlader und Zweiwegebagger für den Gleisbau. Ergänzend dazu produziert das Unternehmen Dumper mit bis zu neun Tonnen Nutzlast sowie handgeführte Einradwalzen und Tandemvibrationswalzen.

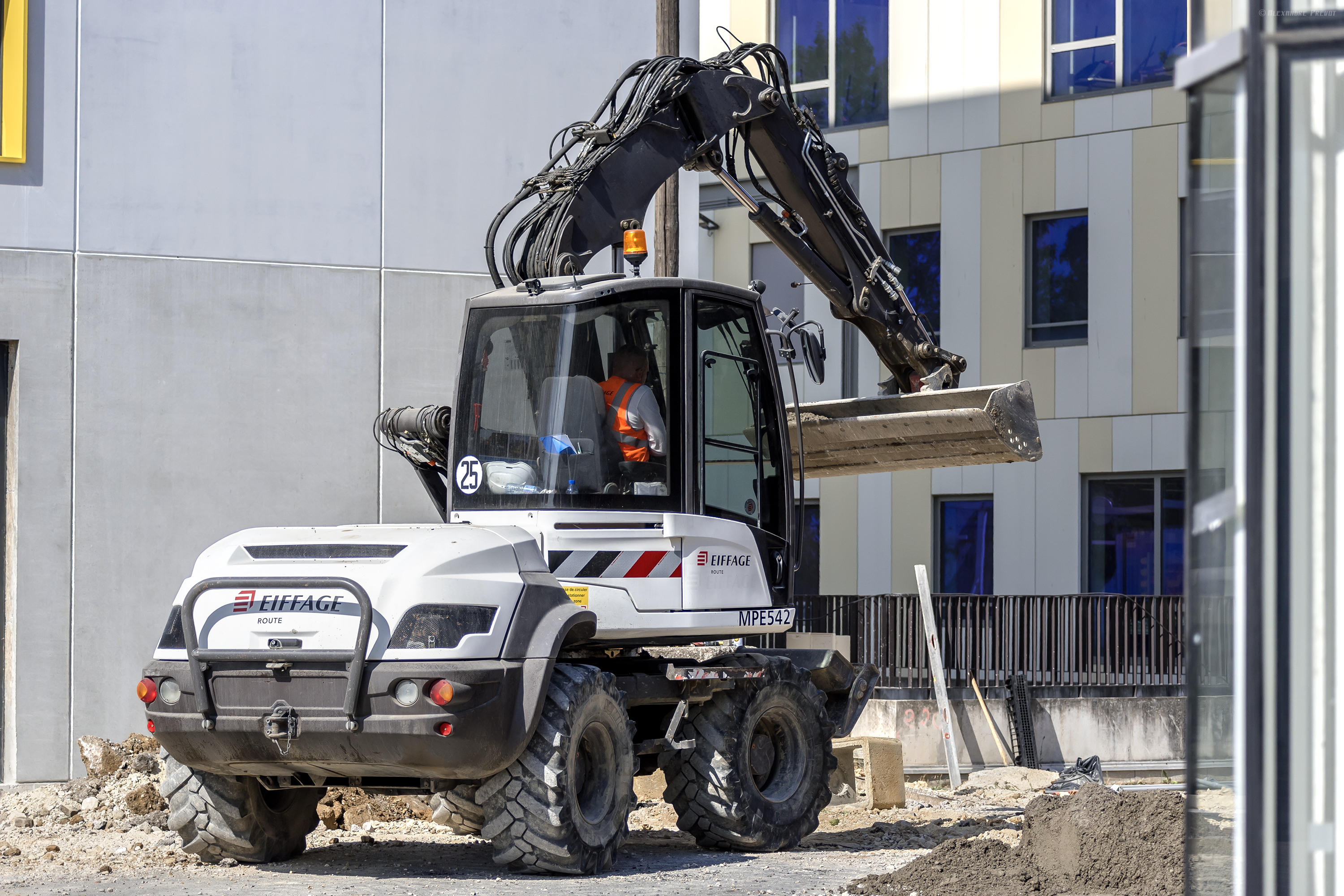
Radbagger-Lader 12MTX
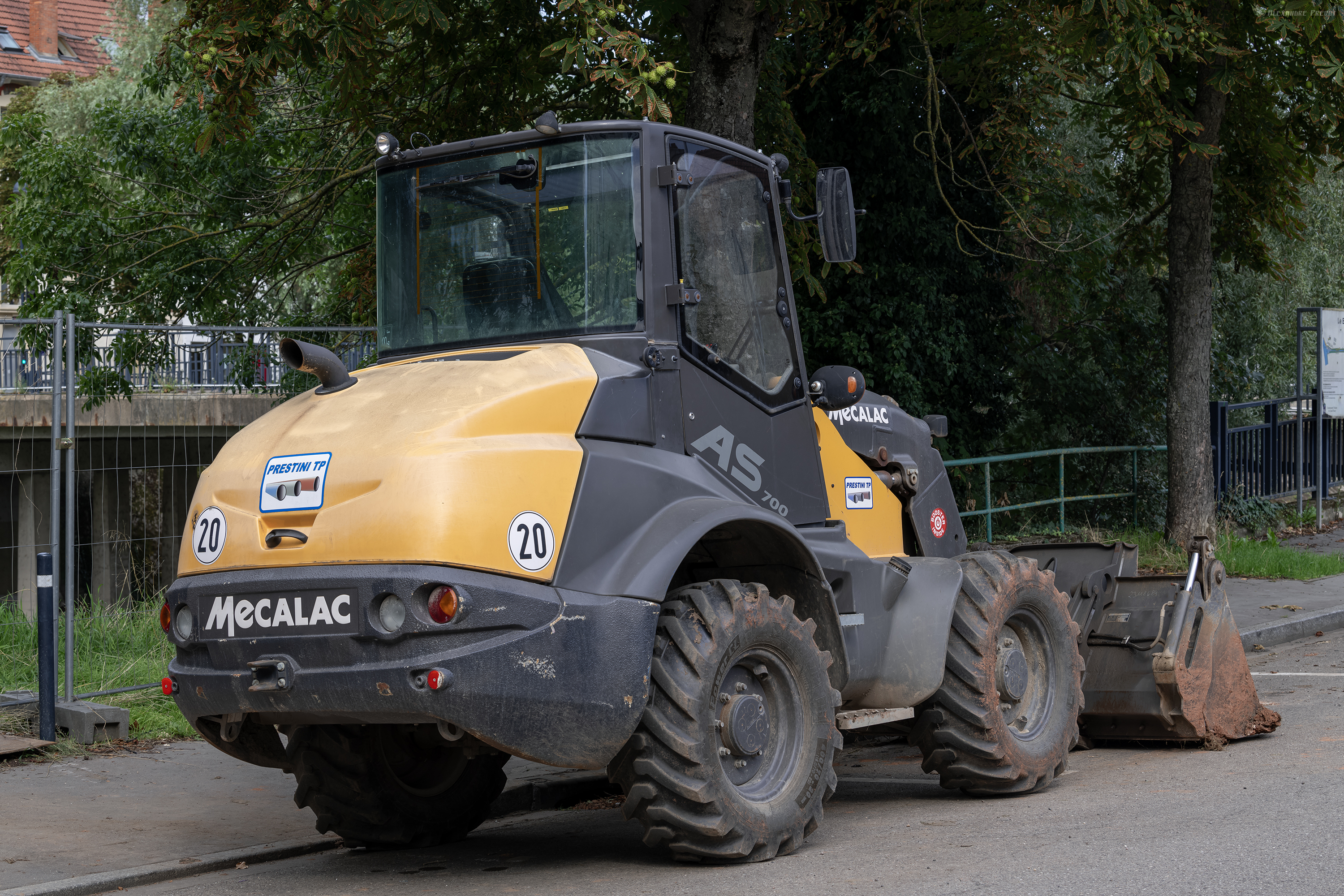
Schwenklader AS700
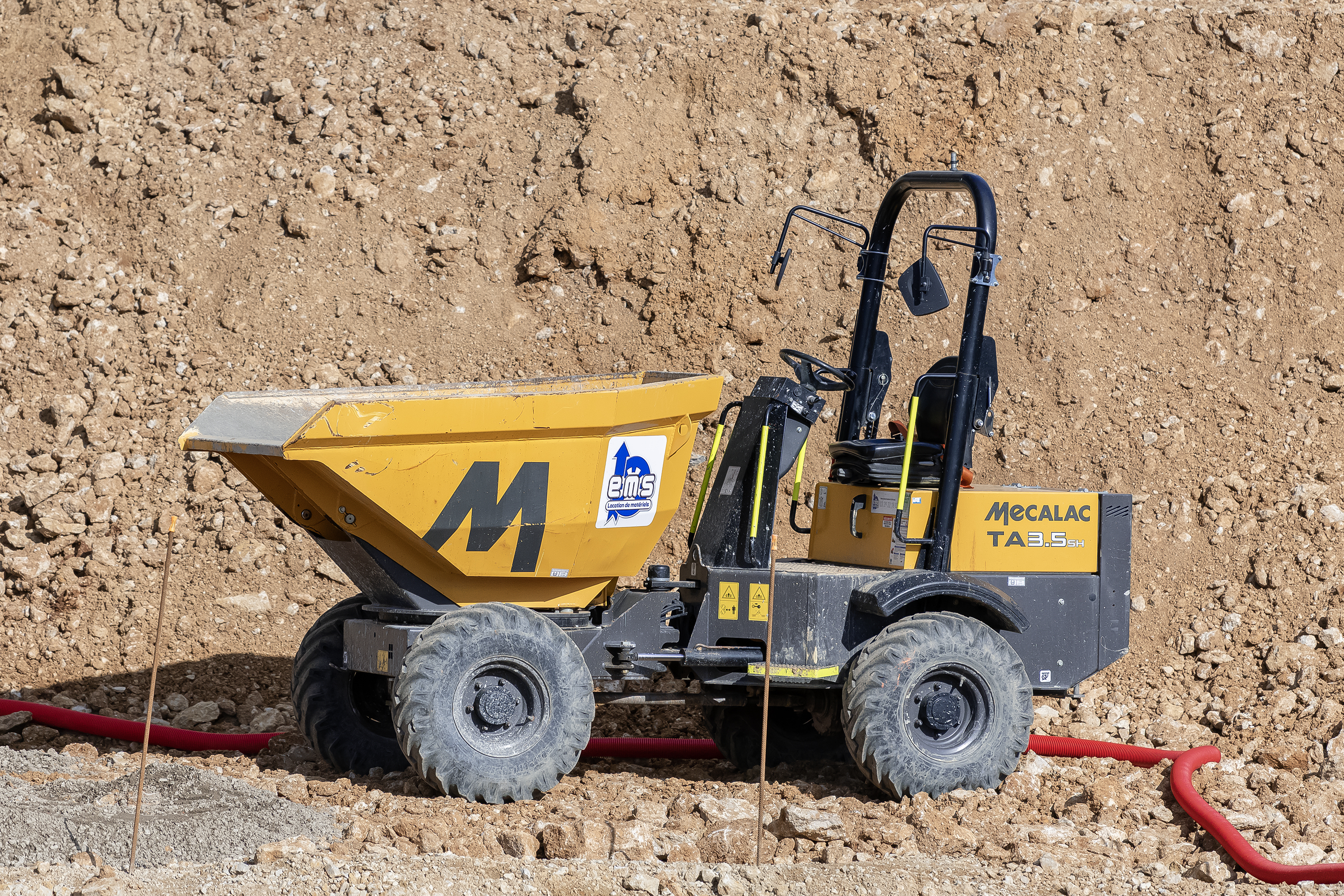
Dumper TA3.5
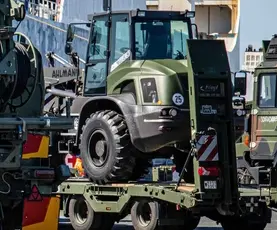
Mecalac-Radlader in Bundeswehrausführung